# Trappi del Paraná-Etendeka

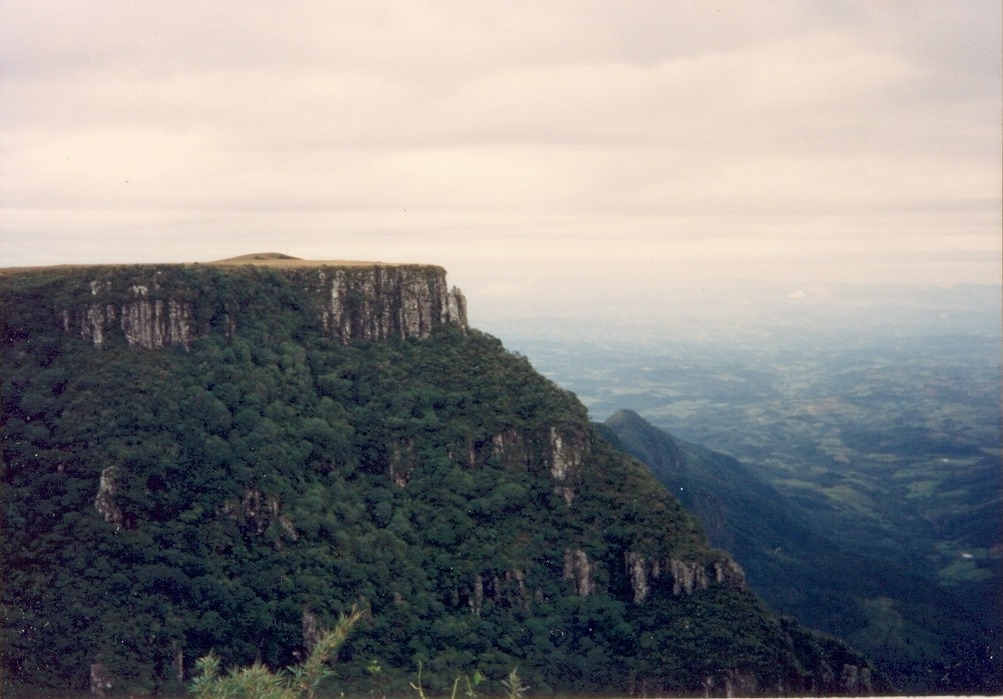
Un pianoro basaltico nella provincia magmatica del Paraná, nello stato brasiliano di Santa Catarina.

I trappi del Paraná-Etendeka (o plateau del Paraná-Etendeka o provincia del Paraná-Etendeka) costituiscono una grande provincia ignea che include sia i trappi del Paraná, situati nel bacino del Paraná, un bacino strutturale situato in Sud America, che più piccole porzioni disgiunte dei plateau basaltici facenti parte dei trappi dell'Etendeka, localizzati nella Namibia nord-occidentale e nell'Angola sud-occidentale.

## Etimologia
Il termine trappo viene utilizzato in geologia dal 1785-95 per indicare formazioni rocciose stratificate. Deriva dallo svedese trappa, che significa scalinata, e utilizzato per indicare la forma a gradoni del paesaggio collinare di alcune regioni del nostro pianeta, costituito da stratificazioni di colate di basalto solidificato. Nel corso del tempo, l'erosione degli strati sovrapposti di colate di lava successive, dà luogo alla formazione di un paesaggio a gradoni.

## Formazione
In base alla datazioni svolte si è giunti alla conclusione che i trappi del Paraná-Etendeka si sono formati in un periodo compreso tra 138 e 128 milioni di anni fa in seguito all'attività vulcanica di quella che oggi è da qualcuno identificata come una delle grandi province a bassa velocità trasversale (in inglese: "Large Low Shear Velocity Provinces", "LLSVP") presenti sulla Terra, chiamate anche "superpennacchi". In particolare la LLSVP coinvolta nella formazione dei trappi in oggetto sarebbe stata quella africana, al di sopra della quale, al tempo, si trovava il continente Gondwana. Il volume totale del magma eruttato e che avrebbe portato alla formazione dei trappi è stimato in 2,3 x 106 km³, mentre si ritiene che la superficie dell'area ricoperta sia di circa 1,5 x 106 km².
In seguito alla frattura del Gondwana, iniziata appunto attorno a 125 milioni di anni, e al successivo e graduale allontanamento della placca africana da quella placca sudamericana concomitante all'apertura dell'oceano Atlantico meridionale, i trappi si sono spezzati in due continuando poi ad allontanarsi a seguito dell'accrescimento del fondale oceanico. Il superpennacchio ha quindi continuato la sua attività mantenendosi in prossimità della dorsale medio atlantica e generando nel tempo due dorsali sottomarine, la dorsale Walvis, a est della sopraccitata dorsale medio atlantica, e la dorsale Rio Grande a ovest di essa, specularmente alla dorsale Walvis. Nel corso di poco più di un centinaio di milioni di anni si è quindi venuta a formare una struttura in cui la dorsale Walvis unisce la parte di trappi rimasta sul continente africano al punto caldo di Tristan e a quello di Gough (formatisi in seguito a un ridimensionamento dell'attività del superpennacchio e di cui ancora oggi non è ben chiaro se rappresentino due sistemi vulcanici distinti), mentre la dorsale Rio Grande unisce agli stessi punti caldi la parte di trappi rimasta sul continente sudamericano. Secondo studi del 2007, tale struttura potrebbe essere ancora più estesa dato che sono stati trovati depositi di kimberlite di epoca cretacica, in particolare risalenti al Cretacico inferiore, presenti nella regione centrale della Repubblica Democratica del Congo e dell'Angola che sembrerebbero allinearsi con la dorsale Walvis.
Lo studio della geochimica ha condotto i geologi a concludere che la maggior parte dei magmi che hanno formato i trappi e le rocce ignee a loro associate si sono formati in seguito alla fusione del mantello astenosferico seguita all'arrivo di un pennacchio del mantello fino alla base della litosfera. Prima dell'eruzione, il magma in risalita avrebbe quindi subito un processo di contaminazione crostale, mescolandosi con le rocce incassanti in fusione facenti parti della crosta continentale. Nonostante questo, la composizione della sorgente originale del magma può essere rilevata dall'analisi di alcune rocce plutoniche correlate ai trappi che non hanno subito il suddetto inquinamento.
In alcune regioni dei trappi è stato trovato un tipo di rocce chiamate ignimbriti, segno di un'attività vulcanica che ha portato a eruzioni esplosive. Si è in seguito ipotizzato che i trappi del Paraná possano contenere il risultato della più potente singola eruzione esplosiva finora conosciuta nella storia della Terra.